# Futebol do Líbano
No Líbano, o futebol é o esporte mais popular. É dirigido pela Federação Libanesa de Futebol. Os clubes mais populares do país são o Nejmeh e o Al-Ansar. A divisão principal é a Libanese Premier League, que é composta atualmente por 12 equipes

## Seleção Nacional
A Seleção Libanesa de Futebol é dirigida por Liviu Ciobotariu e tem como capitão Hassan Maatouk. Manda seus jogos no Camille Chamoun Sports City Stadium. A maioria dos jogadores do plantel da seleção jogam no país, somente Antar e Youssef Mohamad jogam fora, ambos no 1. FC Köln. A equipe nacional é classificada como #151 pelo ranking da FIFA e nunca foi qualificada para uma Copa do Mundo da FIFA.

## Recorde mundial
O Al-Ansar está presente no Livro de Recordes por vencer o campeonato Libanês de Futebol por incríveis onze anos seguidos, entre 1988 e 1999, inclusive.

## Jogadores famosos
- Roda Antar - atualmente joga no clube chinês Shandong Luneng Taishan, e é capitão da Seleção e destaque da mesma. Antes de jogar no Shandong, Antar passou por 1. FC Köln,Hamburger SV e SC Freiburg.
- Youssef Mohamad - outro jogador libanês que joga fora do Líbano. Iniciou a carreira no Olympic Beirut e foi movido para o FC Freiburg em 2004. Desde 2007 jogava no 1. FC Köln até ser transferido para o Al Ahly.
- Dr. Amir Masoud Boroumand - ex-jogador da Seleção Iraniana de Futebol, que se naturalizou libanês e jogou durante 3 anos na Seleção (1961-1964)
- Buddy Farah - um australiano-libanês que jogou pela Seleção Australiana de Futebol nos Jogos Olímpicos de Verão de 2000 em Sydney, depois naturalizou-se libanês. Jogou por times do Líbano, Austrália, Malásia e Islândia.
- Marcílio - um libanês de origem brasileira que começou a carreira em clubes do Líbano e depois foi jogar no Brasil, estando atualmente no Clube Atlético Tubarão.

## Eventos especiais
O Nejmeh é sem dúvida o clube de futebol mais popular do Líbano. Em 1974, o famoso jogador brasileiro Pelé disputou um jogo-treino contra eles. Em 1975, venceram por 2-1 um combinado da União Soviética. Também têm o maior fã clube no Líbano, com cerca de 60% de todos os libaneses a apoiá-los[carece de fontes?].